# Pander

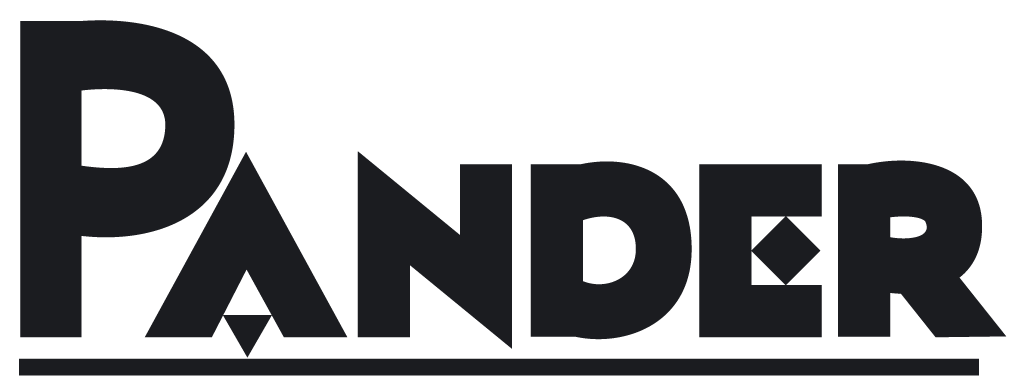

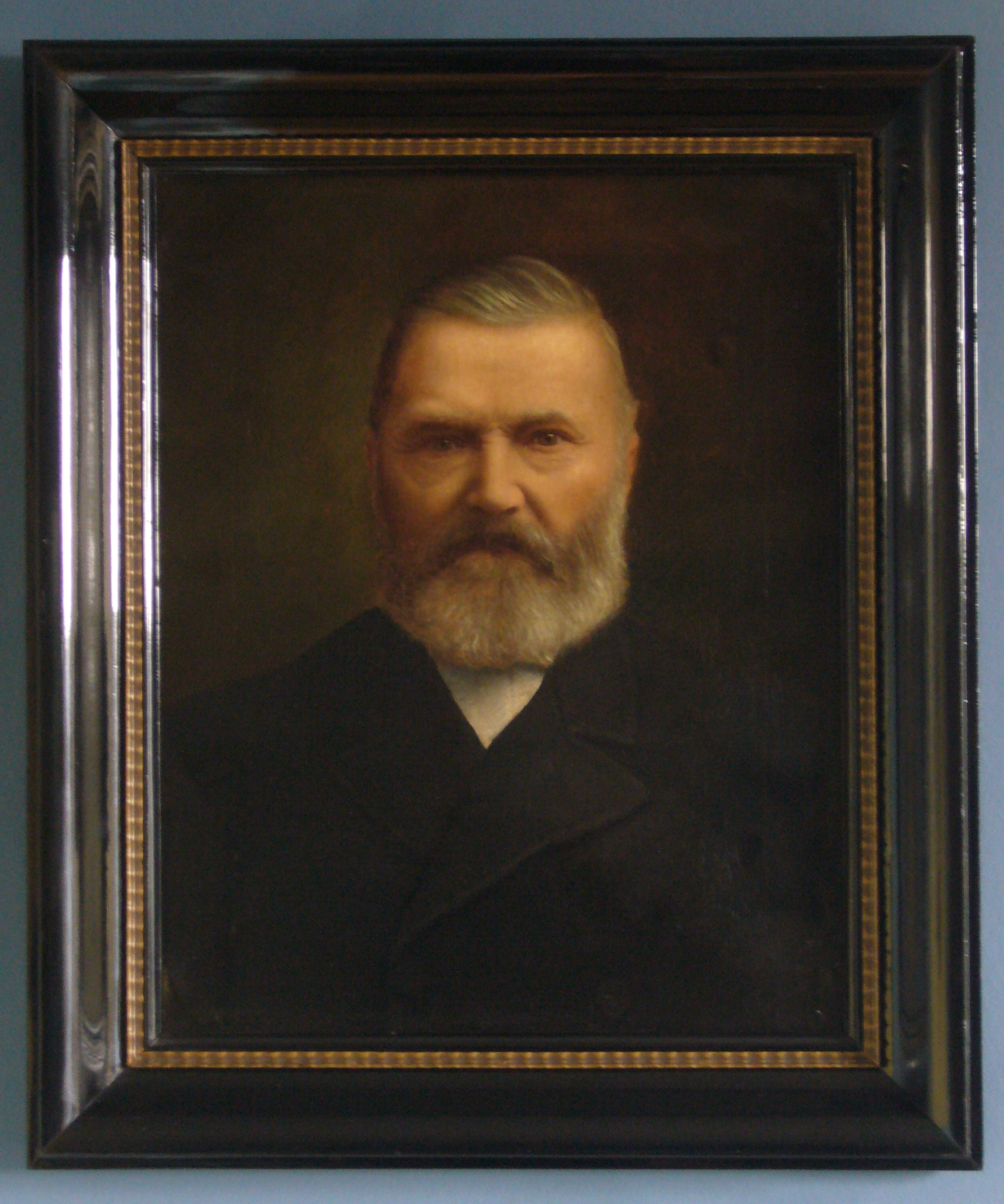
Klaas Pander

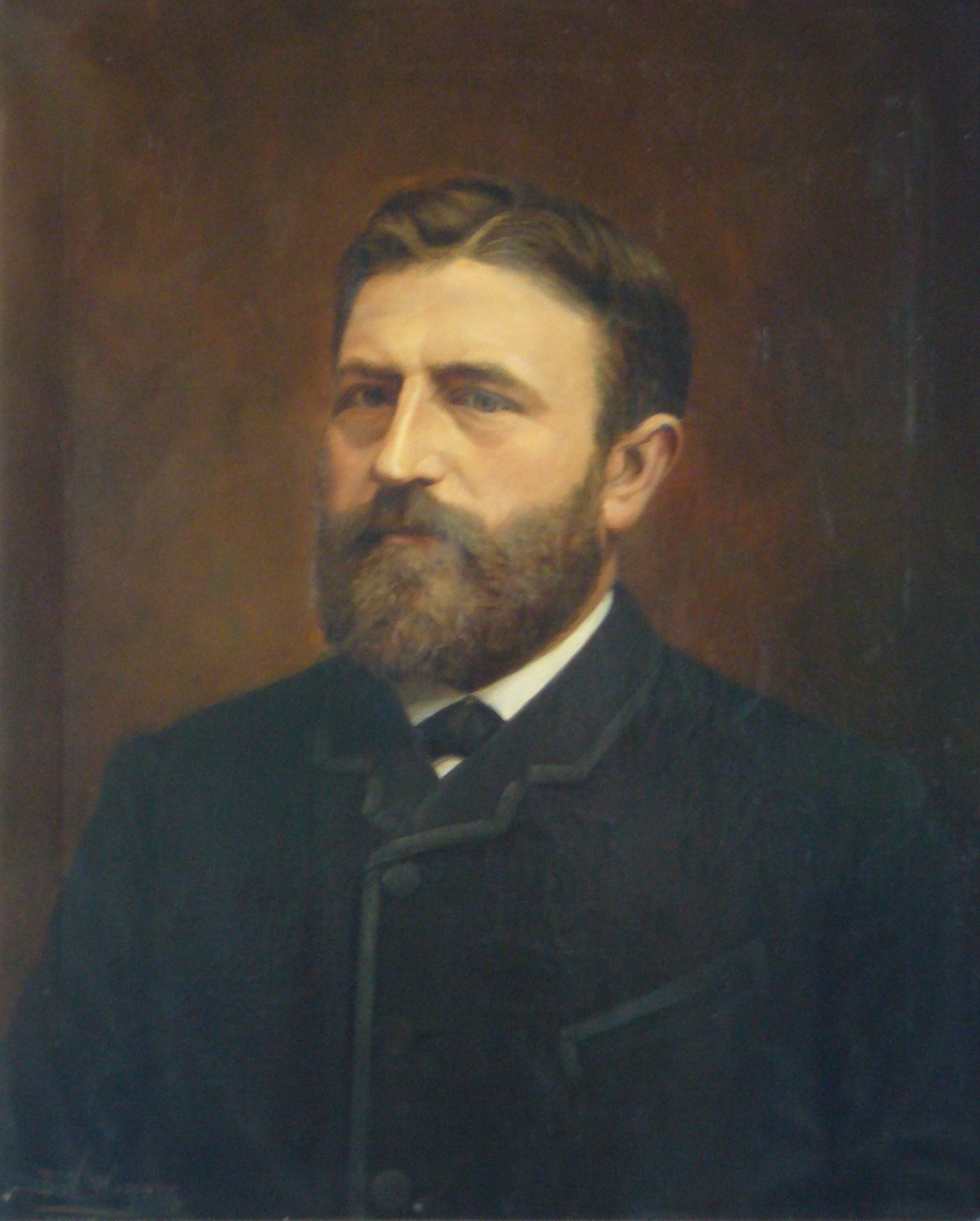
Hendrik Pander

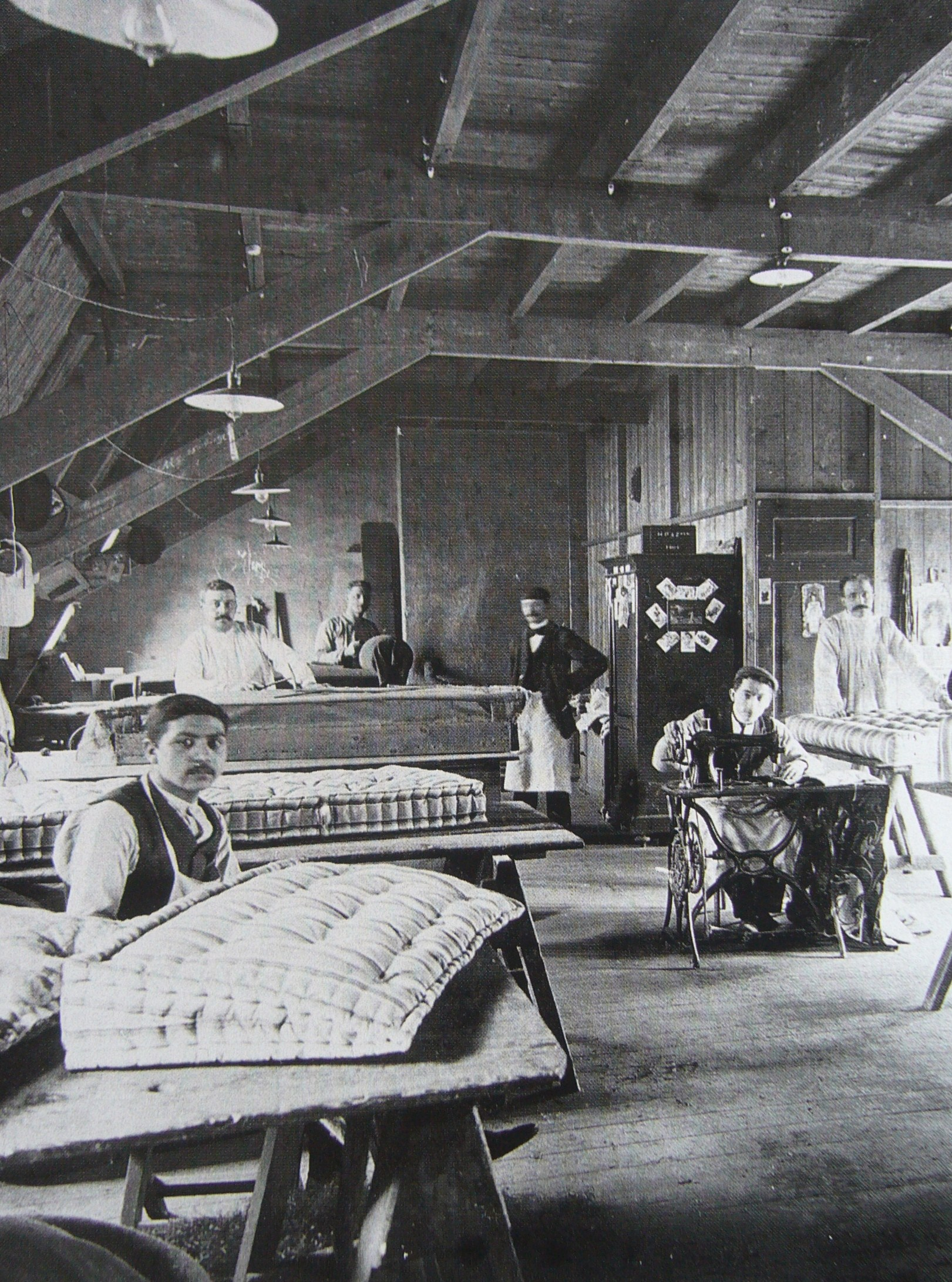
Matrassenatelier, 1907

Pander (1855-1985) was een Nederlandse meubelfabrikant en vliegtuigbouwer.

## Geschiedenis
Pander maakte zowel meubels als vliegtuigen. Op het eerste oog misschien een vreemde combinatie, maar in de begintijd van de luchtvaart werden vliegtuigen ook van hout gemaakt.

### Geschiedenis van de meubelfabriek

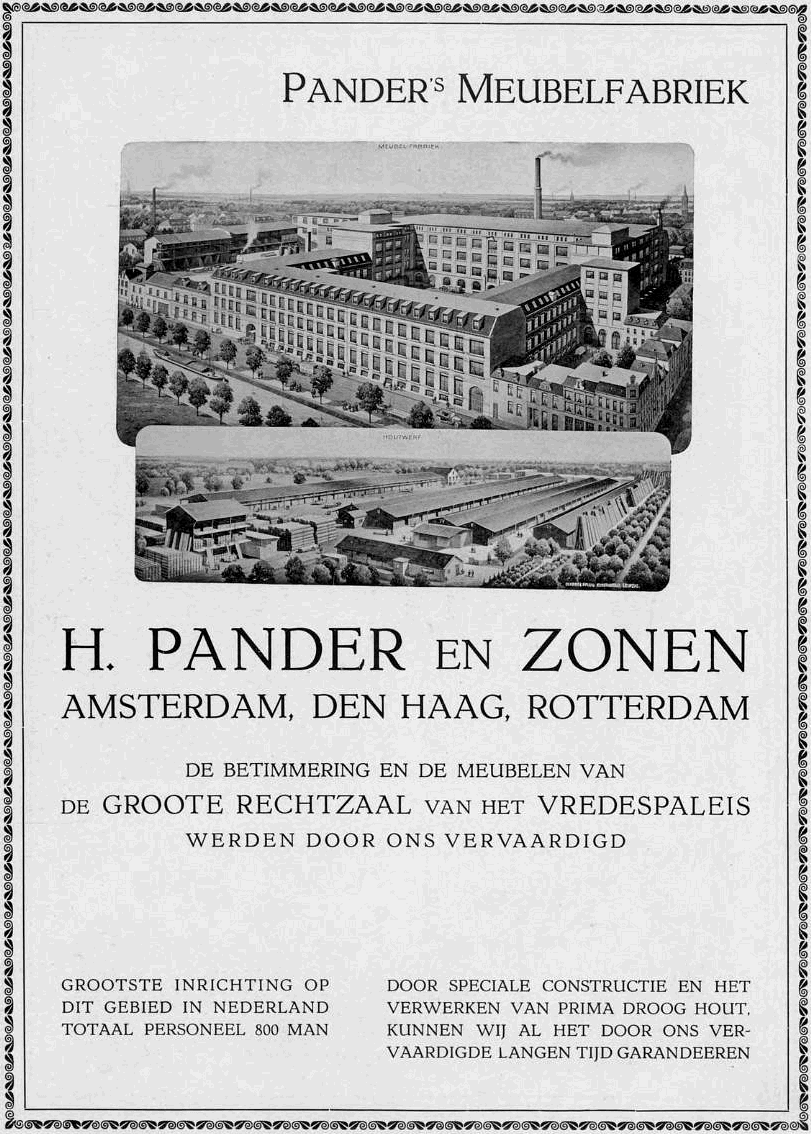
Advertentie van Pander & Zonen. De foto's laten fabrieksgebouwen in Den Haag zien.

De geschiedenis van Pander begint bij Klaas Pander (1819 - 1897), die in Blokzijl woonde. In de wintermaanden maakten de vissers van Blokzijl biezen matten. Klaas Pander verkocht deze eerst in Gouda en later in Den Haag. Daar betrok hij het huis van zijn vader aan de Brouwersgracht, en zijn vader ging terug naar Blokzijl om het rustiger aan te gaan doen. Klaas Pander vervoerde de matten per schip naar de Brouwersgracht, en verkocht deze rechtstreeks vanaf dat schip. In een advertentie in de Haagsche Courant liet hij weten wanneer de nieuwe lading zou aankomen.
In 1878 verhuisde hij naar Wagenstraat 21, waar hij een winkel begon. De collectie werd, mede onder invloed van zijn zoon Hendrik, uitgebreid met gordijnen, linoleum, dekens en meubels. Op de gevel van Wagenstraat 21 staat nog de naam met de wapens van Den Haag, Amsterdam en Rotterdam.
In 1885 werd er een filiaal geopend in Amsterdam, eerst in de Regulierbreestraat, enkele jaren later in de Kalverstraat. Directeur van de Amsterdamse vestiging werd Klaas Gerardus (1866-1938), zoon van Hendrik.
In 1887 opende Hendrik Pander (1842-1893), de zoon van Klaas, in Den Haag de Pander Meubelfabriek aan de Zuid-Westsingelgracht (nu het Buitenom) met een grote meubelwerkplaats. Hier was voorheen de meelfabriek Hollandia gevestigd. Rond de eeuwwisseling maakte Pander ook matrassen met kapok en springveren. De naam van het bedrijf werd veranderd in H. Pander & Zonen. Na het overlijden van vader Klaas nam Hendrik de handel over. In 1893 volgde zijn zoon Klaas Gerardus hem op.
In 1889 werd Pander een VOF (vennootschap onder firma) waar ook Harmen Pander (1871-?) deel van uitmaakte. De zaken gingen voortvarend. Er kwam koninklijk bezoek en belangrijke opdrachten stroomden binnen, zoals de inrichting van het Vredespaleis in Den Haag en het Koloniaal Instituut in Amsterdam. In 1907 opende men een houtwerf in Rijswijk (ZH).
Na de Eerste Wereldoorlog werd er een vestiging in Rotterdam geopend en kreeg Pander goede naam voor wat betreft binnenhuisarchitectuur. Er waren vooraanstaande ontwerpers in dienst, zoals Paul Bromberg, Henk Wouda en later ook Fer Semey. Er kwamen ook vestigingen in Eindhoven, Leiden (Botermarkt) en Groningen. De meubelfabriek verhuisde naar Leidschendam. In 1937 werd Pander een naamloze vennootschap.
Pander was ook bekend om de inrichting van schepen, waaronder de 'Johan van Oldenbarnevelt' en de 'Nieuw Amsterdam'. Daarnaast had het bedrijf veel klanten in de Arabische landen, waar veel ornamentaal maatwerk gevraagd werd.

### Jubilea
In 1913 werd het vijftigjarig bestaan gevierd. Het personeel bood de directie een marmeren zuil aan, waarin de beeltenis van Klaas Pander was aangebracht. Boven op de zuil stond een bronzen beeld. Het geheel was gemaakt door Laurent Marqueste (1848-1920).
Het 75-jarig bestaan werd gevierd in 1938. Het personeel liet toen een tapijt maken waarin de wapens van Den Haag, Amsterdam en Rotterdam centraal stonden. In de hoeken waren beroepen uitgebeeld.

### Mesker
Aan de Grote Marktstraat in Den Haag was een ander bedrijf gevestigd, dat ook aan woninginrichting deed: Mesker. Dat had behalve een winkel aan de korte kant van de Grote Marktstraat ook een grote opslag aan de Gedempte Gracht, naast het kerkhof van de Nieuwe Kerk, waar nu de Markthof is. Hier werden inboedels opgeslagen van families die voor enige tijd naar Indië gingen. Toen de Grote Marktstraat werd doorgebroken naar het Spui, moest de winkel van Mesker afgebroken worden en verhuisde het bedrijf naar Parkstraat 8. C. Chaudron, die na de Tweede Wereldoorlog voor Pander in de Wagenstraat werkte, werd gevraagd directeur van Mesker te worden. Later werd Mesker door Pander overgenomen.

## Vliegtuigbouw

### Geschiedenis
Tussen 1924 en 1934 had Pander ook een vliegtuigfabriek, die aan Zuid Binnensingel in Den Haag was gevestigd en later op de houtwerf van het bedrijf in Rijswijk lag. Vliegtuigen waren in die tijd van hout gemaakt met dezelfde houtbewerkingstechnieken die Pander al kende van de meubelbouw. Veelal werden ze in delen gebouwd en later elders, na vervoer over de weg naar een vliegveld, aldaar in elkaar gezet.
Harmen Pander was getrouwd met Maria Houtman. Hij was oud-directeur van de Pander-meubelfabriek en nam in 1924 de failliete inboedel van de op de houtwerf gelegen Vliegtuig Industrie Holland (VIH) over, inclusief de constructeurs Theo Slot en Van der Kwast. Hij richtte de Nederlandse Fabriek van Vliegtuigen H. Pander & Zonen op, samen met zijn zoon Henk (1903-1973).
Ze begonnen met de bouw van een verbeterde versie van de VIH Holland H.2. Dit werd de Pander D. Daarna kwam er nog een aantal toestellen, waaronder de redelijk succesvolle Pander E (17 exemplaren). In 1930-31 leverde Pander ook een bijdrage aan de ontwikkeling van het door Joop Carley ontworpen Werkspoor-vrachtvliegtuig Jumbo, waarvan één exemplaar gebouwd is. Het vloog, voornamelijk als lesvliegtuig, voor de KLM en ging bij een bombardement in 1940 verloren.
Het bekendst is de fabriek, en ontwerper Theo Slot, geworden met de Pander S.4 Postjager. De bouw van dit toestel was in gang gezet door Dick Asjes, nadat er kritiek was geweest op de traagheid van de postvluchten naar Batavia. Asjes bewoog Pander ertoe een speciaal vliegtuig te bouwen voor het vervoeren van post. Dit werd de S.4 bekend als de Postjager of Panderjager (maar later ook als 'Pechjager'). In oktober 1933 zou dit vliegtuig zijn recordvlucht hebben moeten maken naar Nederlands-Indië, maar het begon zijn vlucht pas in december van datzelfde jaar. Het moest een noodlanding maken in Italië. Uiteindelijk kwam het aan in Batavia na 72 uur en 20 minuten. Terug in Nederland vloog het vliegtuig in 1934 mee in de Melbourne race. Bij de tussenlanding in Allahabad (India) klapte een deel van het landingsgestel in elkaar, waardoor twee van de propellers en de linkervleugel beschadigd raakten. Nadat reparaties waren uitgevoerd, startte de Panderjager op 26 oktober tegen elf uur 's avonds. Het toestel raakte een zoeklicht, waarna het volledig uitbrandde. De inzittenden konden zich in veiligheid brengen.
De Panderfabriek kwam het Postjager-fiasco niet te boven en moest in 1934 de deuren sluiten. De inboedel en constructeur Theo Slot vertrokken naar Koninklijke Maatschappij De Schelde in Vlissingen. Het gebeuren werd bespot met de zin "Koop je meubels bij Pander en je vliegtuig bij een ander".

### Zweefvliegerij
Voor de zweefvliegerij was Pander ook van historisch belang. Nadat de Duitse zweefvliegtuigbouwer Alexander Lippisch in 1929 in Nederland de situatie op het gebied van de zweefvliegerij was komen bestuderen, was het Pander (Theo Slot) die in 1930 een van de eerste Nederlandse zweefvliegtuigen bouwde, de Pander P-1 Zögling, een kopie van de Stamer en Lippisch Z-12 Zögling. In 1960 werd op initiatief van Wim Oyens een replica van dit zweefvliegtuig gebouwd voor het Aviodome (het latere Aviodrome). De replica heeft op Teuge nog een aantal vluchten gemaakt.

### Vliegtuigtypen

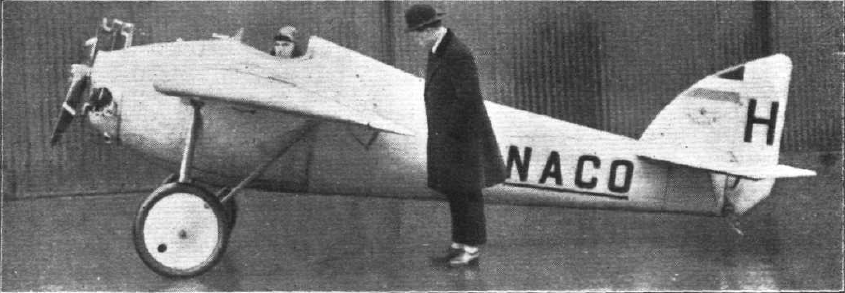
Pander D

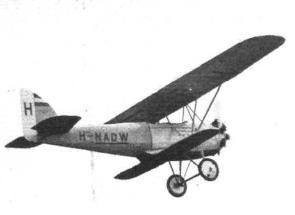
Pander E

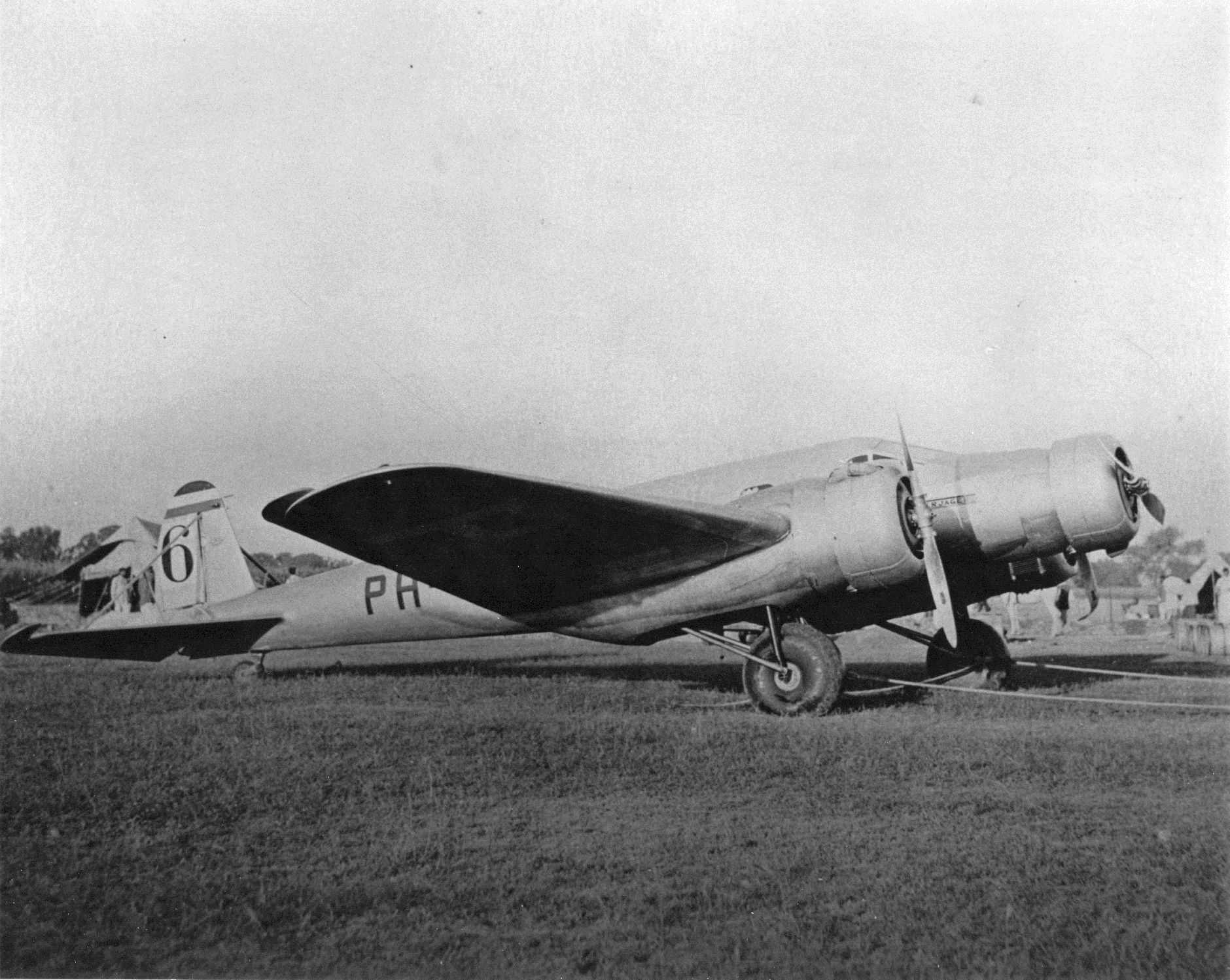
Pander S4

Pander D1924, eenpersoons militaire trainer, eenmotorig propellervliegtuig, middendekker
Verbeterde versie van de Holland H.2 - die zelf weer een verbeterde versie was van Carley's C.12. Er zijn 7 exemplaren van gemaakt, onder andere voor de MLD en de LA-KNIL (later de ML-KNIL).
Pander E1926, een- of tweepersoonslesvliegtuig, eenmotorig propellervliegtuig, anderhalfdekker
Het succesvolste Pandervliegtuig. Er zijn er zeventien van gemaakt, in verschillende uitvoeringen, die vooral werden gebruikt door de in 1927 opgerichte Nationale Luchtvaartschool (NLS). In 1932 vloog de heer Van Tijen met zijn Pander E "Adelaar" naar Nederlands-Indië en terug.
Pander P1/P2 Gypsy Pander1929, tweepersoonssportvliegtuig, eenmotorig propellervliegtuig, hoogdekker
Redelijk succesvol als racevliegtuig. Er zijn twee exemplaren van gemaakt.
Pander PH-1 Zögling1930
Een van de eerste in Nederland gebouwde zweefvliegtuigen, naar ontwerp van Alexander Lippisch. Replica te zien in het Aviodrome.
Pander PH-2 Mayer M.11930, zweefvliegtuig
Naar ontwerp van de Duitse Hermann Mayer.
Pander P31932, een- à tweepersoonsvliegtuig, eenmotorig propellervliegtuig, hoogdekker
Eén exemplaar gebouwd, voor ene Ten Bosch.
Pander Multipro1932, driepersoonssportvliegtuig, eenmotorig propellervliegtuig, hoogdekker
Drie exemplaren gebouwd.
Pander S.4 Postjager1933, driepersoonspostvliegtuig, driemotorig propellervliegtuig, laagdekker
Bedoeld om de postvluchten naar Nederlands-Indië te versnellen, maar het werd achtervolgd door pech. Binnen een jaar na zijn eerste vlucht was het enige exemplaar volledig vernield.

### De Tweede Wereldoorlog

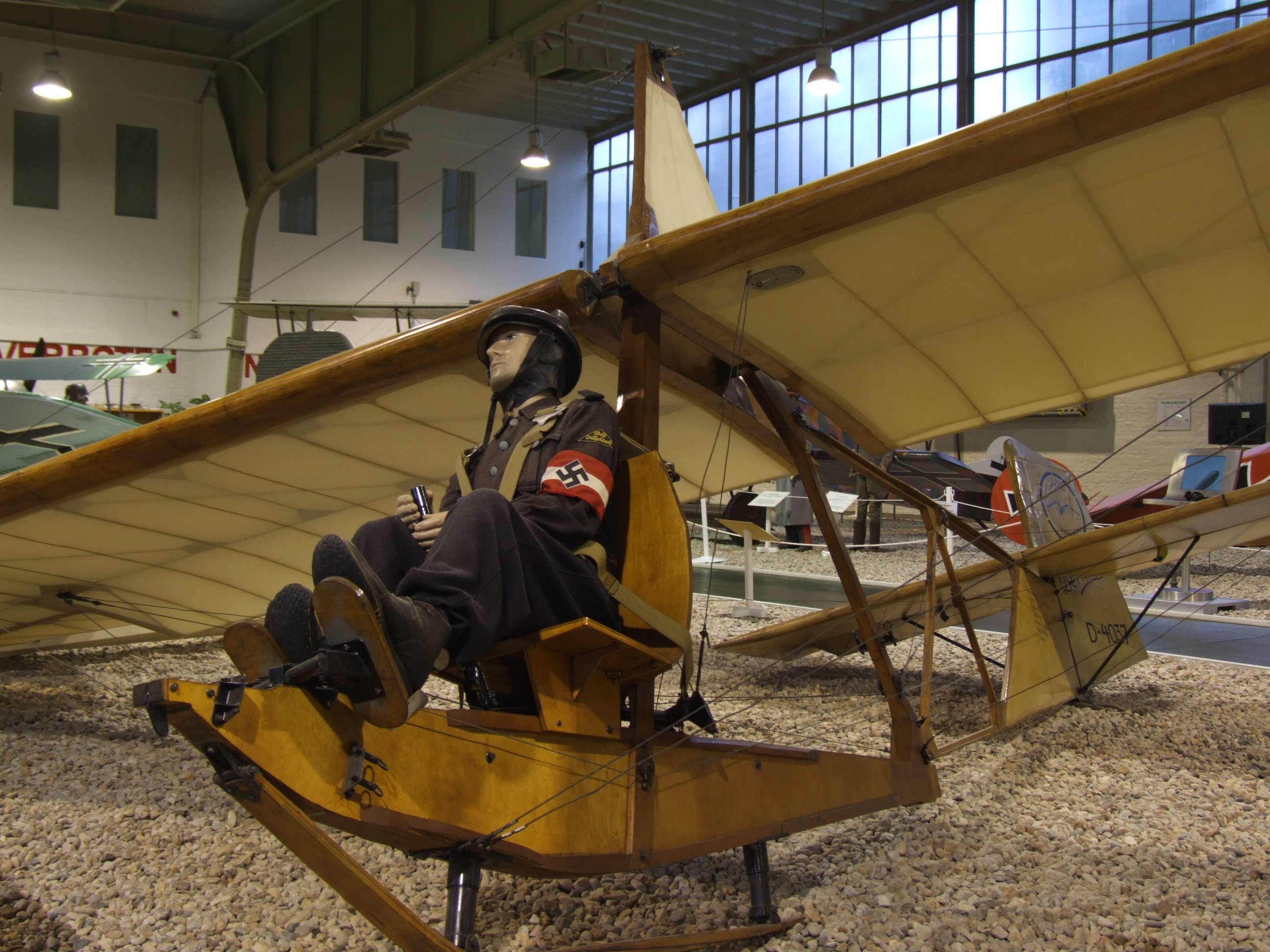
Zweefvliegtuig SG-38; Luftwaffenmuseum der Bundeswehr - Stamer Lippisch Zögling

Tijdens de Tweede Wereldoorlog blies Henk Pander, inmiddels enthousiast lid van de NSB, de fabriek nieuw leven in. De fabriek bouwde Schulgleiters DSF-14 (leszweefvliegtuigen) van het type SG-1 en SG-38 voor het paramilitaire Nationalsozialistische Fliegerkorps (NSFK), waarvan er 3381 stuks werden gebouwd, waarvan een klein deel voor gebruik in Finland. Verder vervaardigde de fabriek Schnee Korfe, ski's voor besneeuwde gebieden aan het Oostfront. Verder vond productie plaats van vleugels van de Siebel Si-204, die in de Caudron-fabriek in Frankrijk werd geassembleerd. Ook werden er Duitse toestellen gerepareerd. Door een sabotagedaad van de Rijswijkse verzetsploeg Van Zweeden werden in de nacht van 13 op 14 mei 1944 de opslagplaats, een aantal in aanbouw zijnde vliegtuigen en de fabriek door een grote brand verwoest. Na de oorlog werd Henk Pander wegens zijn collaboratie opgepakt.

## Na 1945
Na de oorlog, in 1955, ontstond na vele fusies de N.V. Verenigde Meubileringsbedrijven, waar Pander deel van uitmaakte. Daarna ging het slechter, en in 1985 sloot Pander na 130 jaar definitief de deuren.

## Varia
Klaas Pander was de grootvader van de gelijknamige schaatser.
Klaas Gerardus Pander liet in Den Haag aan de Javastraat 2b een villa bouwen in historiserende vormgeving, waarin nu het Cultureel Maçonniek Centrum Prins Frederik (Orde van Vrijmetselaren) is gevestigd.

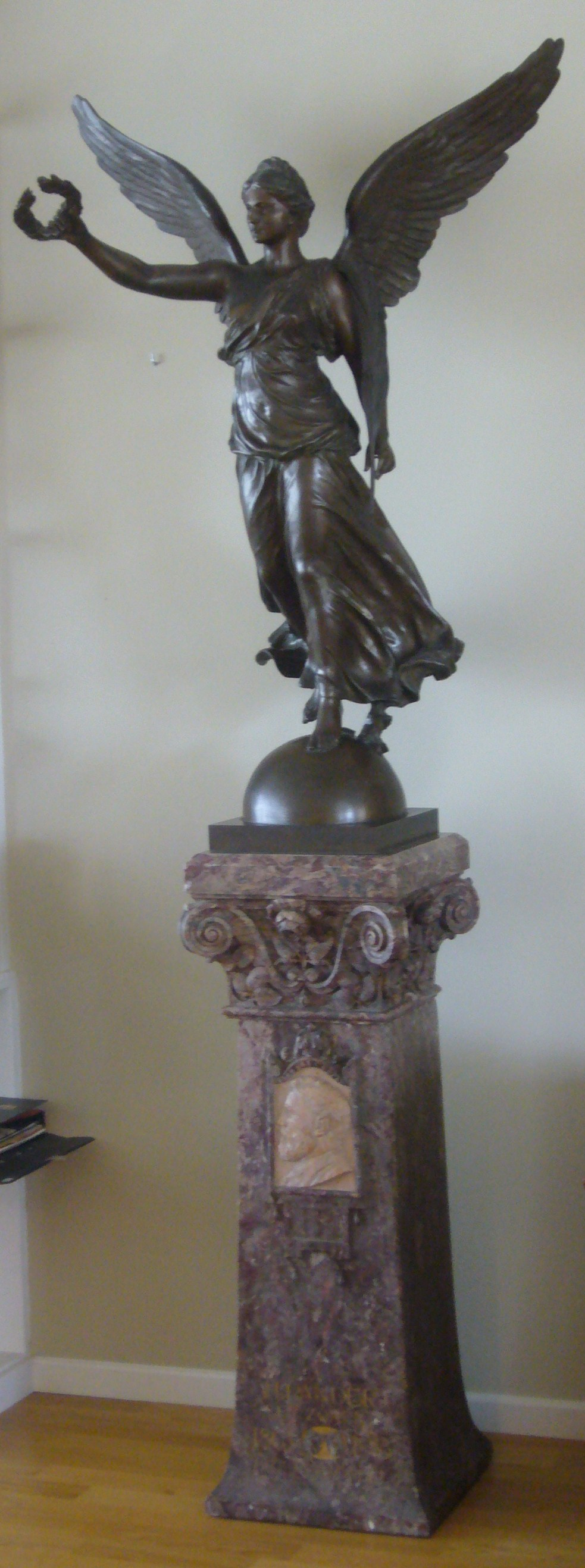
Pander 50 jaar door Laurent Marqueste
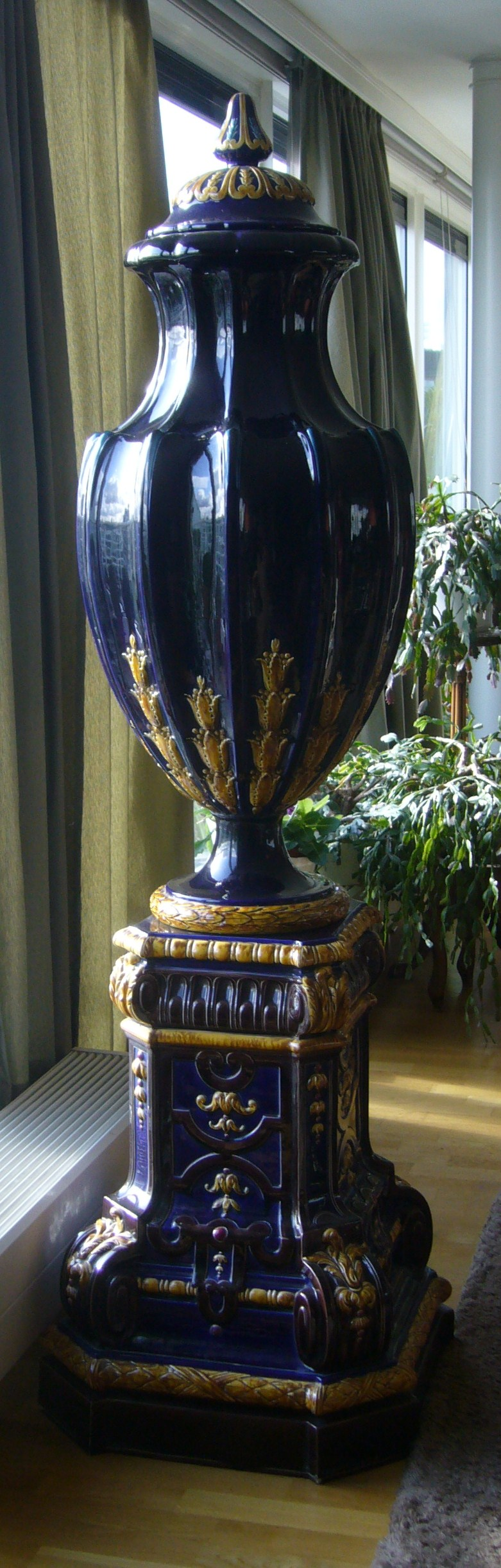
Vaas in trappenhuis
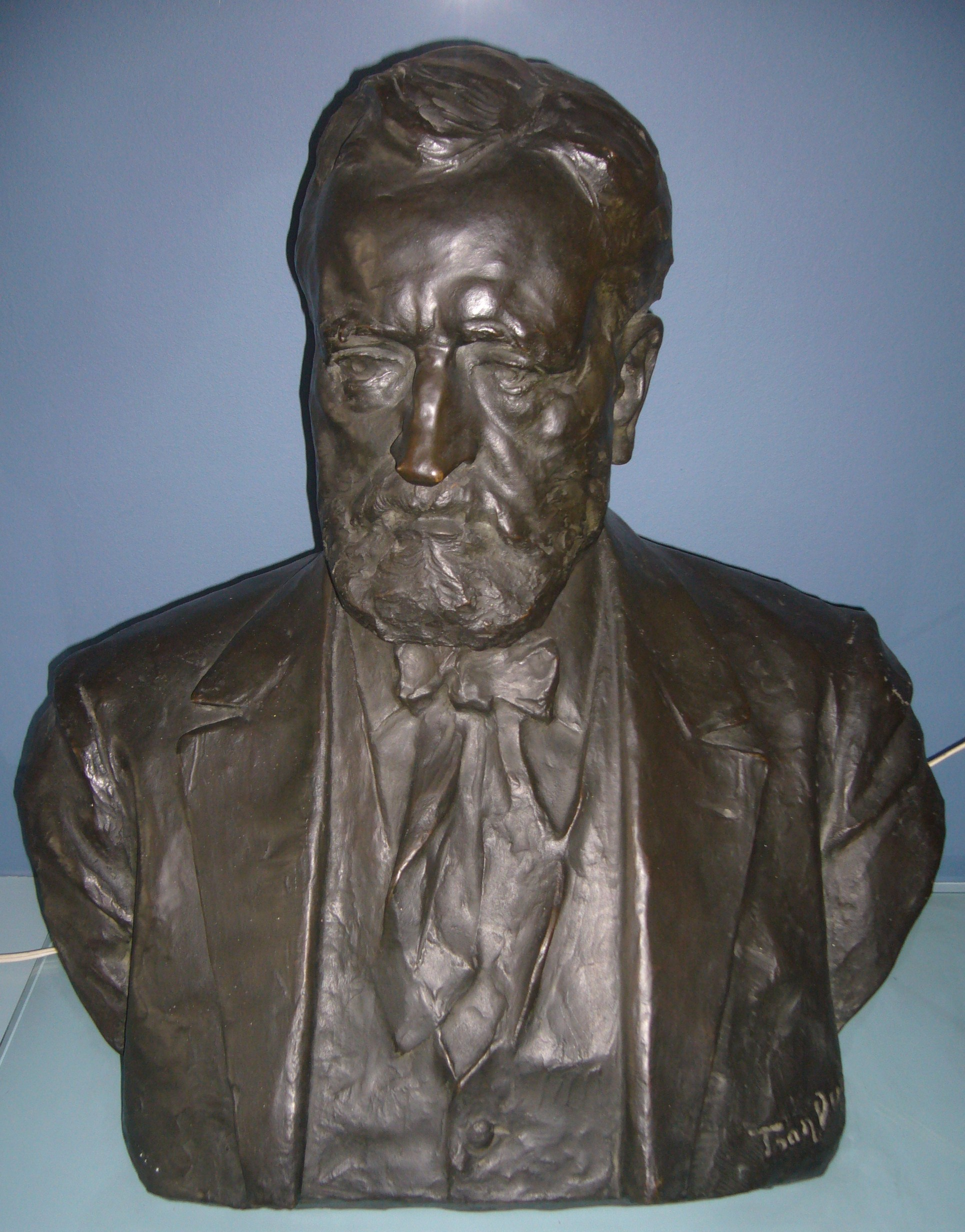
Hendrik Pander, 1842-1893 door Toon Dupuis